# Potosí
Potosí este un oraș bolivian, capitala departamentului cu același nume. 